# Above the line
Above the line (sopra la linea) in pubblicità è un termine tecnico impiegato e si usa per indicare tutte le attività di comunicazione che sfruttano i media classici, ovvero:
- Radio
- Televisione
- Cinema
- Stampa (giornali e periodici)
- Affissioni (manifesti e poster)
- Internet
- Servizi di rete sociale

Il termine complementare è Below the line, che indica invece altre attività che non sfruttano tali media, come ad esempio le sponsorizzazioni, le attività di promozione, le relazioni pubbliche e il direct marketing.
L'espressione non deve essere confusa con above the fold che, nel gergo giornalistico, indica i contenuti posti nella metà superiore, cioè sopra (above) la piega (fold) della prima pagina di un quotidiano esposto assieme agli altri in edicola. Questo concetto, ripreso e utilizzato anche nel campo del web design, ha poco o nulla a che vedere con l'advertising.